# Martina Hirayama
Martina Hirayama, née le 28 novembre 1970 à Munich, est une chimiste et dirigeante scientifique germano-suisse. Elle dirige depuis 2019 le Secrétariat d’État à la formation, à la recherche et à l’innovation.

## Biographie

### Études et recherches
Martina Hirayama grandit et suit sa scolarité en Allemagne.
De 1990 à 1991, elle étudie la chimie à l'Université de Fribourg et de 1991 à 1994 à l'École polytechnique fédérale de Zurich. Elle termine sa thèse de diplôme sur les polymères en 1994 à l'Imperial College London. Elle retourne ensuite  à l'École polytechnique fédérale de Zurich, où elle fait son doctorat en 1997 à l'Institut des polymères sur la « production et la caractérisation de couches minces et ultra-minces sur des surfaces inorganiques par addition oxydative et activation de liaisons chimiquement inertes » et travaille en tant qu'assistante de recherche. 

### Parcours professionnel
À partir de 2001, elle est responsable du groupe « Polymères sur Surfaces » à l'Institut des Polymères. 
Concentrée sur la recherche appliquée, elle est impliquée dans plusieurs brevets et a fondé une start-up pour les technologies de revêtement. Elle est devenue chargée de cours à l'Université des sciences appliquées de Zurich Winterthour (ZHAW), où elle est directrice de l'école d'ingénieurs à partir de 2011 et également déléguée aux affaires internationales à partir de 2014.

### Secrétaire d'État
Elle est secrétaire d'État à l'éducation, à la recherche et à l'innovation depuis le 1er janvier 2019 . Dans cette fonction, elle dirige 280 employés et est responsable d'un budget annuel de 4,5 milliards de francs suisses. Elle participe à ce titre en 2019 à la conférence du Groupe Bilderberg. En novembre 2021, elle reçoit une délégation vietnamienne emmenée par le ministre de la formation Nguyen Kim Son (vi) dans le cadre de l'intensification de la coopération entre les deux pays pour la formation professionnelle et universitaire.

### Autres mandats
Martina Hirayama était[Quand ?] présidente du Conseil de l'Institut de l'Institut fédéral suisse de métrologie, ; vice-présidente du conseil d'administration de l'agence de financement Innosuisse[Quand ?] et membre du conseil d'administration du Fonds national suisse de la recherche scientifique[Quand ?],.

### Vie privée
Martina Hirayama a la double nationalité germano-suisse depuis 2009.[réf. nécessaire] Mariée et mère de deux enfants, elle vit avec sa famille à Hüttwilen, dans le canton de Thurgovie.